# Guillermo de Ribagorza
Guillermo de Ribagorza o Guillermo Isárnez (? - v 1017), conde de Ribagorza (1010-1017).
Hijo natural del conde Isarno de Ribagorza y su esposa Balla. Fue educado por su abuela Garsenda de Fezensac, madre del conde Isarno, y después enviado a Castilla para desarrollar su formación guerrera. 
En Ribagorza gobernaba su tía Tota, quien para impedir la pérdida de independencia del condado entre las aceifas musulmanas y las ambiciones de su marido el conde Suñer I de Pallars, solicitó ayuda a su sobrino el conde Sancho García de Castilla, hijo de su hermana Ava. Se enviaron fuerzas militares castellanas al mando de Guillermo Isarno, y también a Mayor de Ribagorza, hermana del conde castellano y además sobrina de Tota de Ribagorza, lo que aportaba la sucesión legítima.
Esta nueva situación supuso la abdicación de la condesa Tota de Ribagorza en año 1010, y la asunción del gobierno condal tanto de Guillermo Isarno como de su prima Mayor casada con Ramón III de Pallars, repartiéndose ambos condes el territorio del condado.
No se conocen demasiados detalles de su vida, y se desconoce incluso si llegó a contraer matrimonio. Consiguió recuperar el territorio perdido por las aceifas musulmanas y fue asesinado el 1017 durante una expedición al Valle de Arán.
Esto originó una crisis sucesoria en la que aspiraban a la sucesión del conde y de sus territorios tanto Mayor de Ribagorza como el rey Sancho Garcés III de Pamplona sobre la base de los derechos dinásticos de su esposa Muniadona de Castilla, nieta de Ava de Ribagorza y biznieta de Ramón II de Ribagorza.

| Predecesor: Toda de Ribagorza | Conde de Ribagorza (junto con Mayor de Ribagorza de 1010 a 1025) 1010-1017 | Sucesor: Sancho Garcés III de Pamplona (incorporación al Reino de Pamplona) |